# The Very Best of Kiss
The Very Best of Kiss je kompilační album největších hitů rockové skupiny Kiss. Album obsahuje 21 největších hitů této skupiny

## Seznam skladeb
| Základní verze | Základní verze                   | Základní verze                      | Základní verze    | Základní verze |
| Pořadí         | Název                            | Autor                               | Hlavní zpěvák     | Délka          |
| -------------- | -------------------------------- | ----------------------------------- | ----------------- | -------------- |
| 1.             | Strutter                         | Stanley / Simmons                   | Stanley           | 3:13           |
| 2.             | Deuce                            | Gene Simmons                        | Simmons           | 3:06           |
| 3.             | Got to Choose                    | Paul Stanley                        | Stanley           | 3:56           |
| 4.             | Hotter Than Hell                 | Stanley                             | Stanley           | 3:31           |
| 5.             | C'mon and Love Me                | Stanley                             | Stanley           | 2:59           |
| 6.             | Rock and Roll All Nite (Live)    | Simmons / Stanley                   | Simmons           | 4:04           |
| 7.             | Detroit Rock City (Remix)        | Stanley / Bob Ezrin                 | Stanley           | 3:39           |
| 8.             | Shout It Out Loud                | Stanley / Simmons / Ezrin           | Stanley / Simmons | 2:50           |
| 9.             | Beth                             | Criss / Ezrin / Penridge            | Peter Criss       | 2:48           |
| 10.            | I Want You                       | Stanley                             | Stanley           | 3:06           |
| 11.            | Calling Dr. Love                 | Simmons                             | Simmons           | 3:46           |
| 12.            | Hard Luck Woman                  | Stanley                             | Criss             | 3:34           |
| 13.            | I Stole Your Love                | Stanley                             | Stanley           | 3:05           |
| 14.            | Christine Sixteen                | Simmons                             | Simmons           | 3:14           |
| 15.            | Love Gun                         | Stanley                             | Stanley           | 3:18           |
| 16.            | New York Groove                  | Ballard                             | Ace Frehley       | 3:03           |
| 17.            | I Was Made for Lovin' You        | Stanley / Child / Poncia            | Stanley           | 4:31           |
| 18.            | I Love It Loud                   | Vinnie Vincent / Simmons            | Simmons           | 4:17           |
| 19.            | Lick It Up                       | Vincent / Stanley                   | Stanley           | 3:58           |
| 20.            | Forever                          | Stanley / Michael Bolton            | Stanley           | 3:52           |
| 21.            | God Gave Rock 'N' Roll to You II | Stanley / Simmons / Ezrin / Ballard | Stanley / Simmons | 5:19           |
| Celková délka: | Celková délka:                   | Celková délka:                      | Celková délka:    | 75:09          |

## Obsazení
- Paul Stanley – rytmická kytara, zpěv
- Gene Simmons – basová kytara, zpěv
- Ace Frehley – sólová kytara, zpěv
- Peter Criss – bicí, zpěv
- Vinnie Vincent – sólová kytara
- Bruce Kulick – sólová kytara
- Eric Carr – bicí, zpěv
- Eric Singer – bicí
- Anton Fig – bicí